# Porotrichum korthalsianum
Porotrichum korthalsianum là một loài Rêu trong họ Neckeraceae. Loài này được (Dozy & Molk.) Mitt. miêu tả khoa học đầu tiên năm 1869.